# Bachát Dániel
Bachát Dániel, olykor Bachat Dániel névformában is (Ratkó, 1840. június 18. – Budapest, 1906. április 13.) a Bányai evangélikus egyházkerület püspöke 1905-től a következő évben bekövetkezett haláláig.

## Élete
A gimnáziumot Sajógömörön, Iglón, Rozsnyón és Eperjesen, a teológiát Eperjesen és Bécsben végezte. Ekkor tanító, 1868-ban lelkész lett Pribilinán, majd 1873-ban a pesti szlovák egyház választotta lelkészévé s már a következő évben esperessé tette a budapesti egyházmegye. 1891-től alelnöke volt a Luther-társaságnak, 1905 októberétől püspöke a bányai egyházkerületnek, és ugyanettől az évtől elnöke a Magyar Protestáns Irodalmi Társaságnak. A Kisfaludy-társaság 1879-ben levelező tagjai közé sorozta azokért az érdemeiért, melyeket a magyar irodalomnak szlovákul terjesztésében szerzett. 

## Művei
Sok prédikációja, vallásos verse és egyéb cikke jelent meg szlovák egyházi közlönyökben s művei általában majdnem mind szlovák nyelvűek. Sajtó alá rendezte Sartorius Dánielnek úgy postilláit (2 kötet, 1874), mint „Diarium biblicum” című művét (1879). 
Önállóan kiadott művei közül egyházi érdekűek: 
- Szivárvány a felhőkön (németből szlovákra fordítva, Budapest, 1881)
- Kegyes hangok (németből és magyarból fordított, valamint eredeti szlovák vallásos versek, Budapest, 1885)
- Mi és mit akar a Luther-társaság? (szlovákul, Budapest, 1899)
- Kermann Dániel élete (Zsilinszky után magyarból fordítva, Kassa, 1901)
- Húsvéti prédikációk. (szlovákul, Budapest, 1905)
- Ablassrede und Gebet. (Budapest, 1905)
- illetve azok a prédikációk, melyeket Moyses István római katolikus püspök emlékére (1869), Hodzsa Mihály felett (1870), Braxatoris András felett (1872), Pestre való beköszöntésekor (1873), az egyetemes gyámintézet 25 éves jubileumán (1885), Szeberényi Gusztáv halálakor (1890), az 1890. évi Sylvester-napon (1891), a budapesti szlovák ev. templom újra kifestésekor (1894) tartott.

Magyar nyelvű dolgozatai az Evangélikus Egyház és Iskolában, meg a P. E. I. L.-ben vannak közölve.